# Bartosz Mrozek
Bartosz Mrozek (Katowice, 23 febbraio 2000) è un calciatore polacco, portiere del Lech Poznań.

## Carriera

### Club
Mrozek è cresciuto nel settore giovanile del Lech Poznań ed ha giocato con la squadra riserve in quarta divisione dal 2016 al 2018. Successivamente ha giocato per una stagione in prestito all'Elana Toruń e per due stagioni al GKS Katowice in terza divisione.
Rientrato a Poznán è stato assegnato alle riserve, ma il 26 ottobre 2021 ha debuttato con la prima squadra disputando da titolare l'incontro di Puchar Polski vinto 2-0 contro l'Unia Skierniewice. Nel maggio del 2022 è passato in prestito allo Stal Mielec fino a fine stagione, accordo prolungato anche per la stagione successiva, la sua prima disputata da titolare in Ekstraklasa.
Nel 2023 è tornato al Lech Poznań che lo ha designato come nuovo portiere titolare del club.

### Nazionale
Ha giocato nelle nazionali giovanili polacche Under-15, Under-16, Under-17, Under-18, Under-19 ed Under-20.
Il 4 settembre 2024 ha ricevuto la prima convocazione da parte della nazionale maggiore polacca per gli incontri di Nations League contro Croazia e Scozia.

## Statistiche

### Presenze e reti nei club
Statistiche aggiornate all'11 ottobre 2024.
| Stagione              | Squadra               | Campionato            | Campionato | Campionato | Coppe nazionali | Coppe nazionali | Coppe nazionali | Coppe continentali | Coppe continentali | Coppe continentali | Altre coppe | Altre coppe | Altre coppe | Totale | Totale | Totale |
| Stagione              | Squadra               | Comp                  | Pres       | Reti       | Comp            | Pres            | Reti            | Comp               | Pres               | Reti               | Comp        | Pres        | Reti        | Pres   | Reti   |        |
| --------------------- | --------------------- | --------------------- | ---------- | ---------- | --------------- | --------------- | --------------- | ------------------ | ------------------ | ------------------ | ----------- | ----------- | ----------- | ------ | ------ | ------ |
| 2016-2017             | Lech Poznań II        | 3L                    | 4          | -7         | -               | -               | -               | -                  | -                  | -                  | -           | -           | -           | 4      | -7     |        |
| 2017-2018             | Lech Poznań II        | 3L                    | 16         | -24        | -               | -               | -               | -                  | -                  | -                  | -           | -           | -           | 16     | -24    |        |
| 2018-2019             | Elana Toruń           | 2L                    | 12         | -17        | CP              | 1               | -3              | -                  | -                  | -                  | -           | -           | -           | 13     | -20    |        |
| 2019-2020             | GKS Katowice          | 2L                    | 31+1       | -37,-2     | CP              | 2               | -1              | -                  | -                  | -                  | -           | -           | -           | 34     | -40    |        |
| 2020-2021             | GKS Katowice          | 2L                    | 31         | -34        | CP              | 0               | 0               | -                  | -                  | -                  | -           | -           | -           | 31     | -34    |        |
| Totale GKS Katowice   | Totale GKS Katowice   | Totale GKS Katowice   | 63         | -73        |                 | 2               | -1              |                    | -                  | -                  |             | -           | -           | 65     | -74    |        |
| 2021-mag. 2022        | Lech Poznań II        | 2L                    | 21         | -31        | -               | -               | -               | -                  | -                  | -                  | -           | -           | -           | 21     | -31    |        |
| Totale Lech Poznań II | Totale Lech Poznań II | Totale Lech Poznań II | 41         | -62        |                 | -               | -               |                    | -                  | -                  |             | -           | -           | 41     | -62    |        |
| 2021-mag. 2022        | Lech Poznań           | EK                    | 0          | 0          | CP              | 2               | 0               | -                  | -                  | -                  | -           | -           | -           | 2      | 0      |        |
| mag. 2022             | Stal Mielec           | EK                    | 2          | -4         | CP              | 0               | 0               | -                  | -                  | -                  | -           | -           | -           | 2      | -4     |        |
| 2022-2023             | Stal Mielec           | EK                    | 34         | -40        | CP              | 0               | 0               | -                  | -                  | -                  | -           | -           | -           | 34     | -40    |        |
| Totale Stal Mielec    | Totale Stal Mielec    | Totale Stal Mielec    | 36         | -44        |                 | 0               | 0               |                    | -                  | -                  |             | -           | -           | 36     | -44    |        |
| 2023-2024             | Lech Poznań           | EK                    | 31         | -39        | CP              | 0               | 0               | UECL               | 1                  | -1                 | -           | -           | -           | 32     | -40    |        |
| 2024-2025             | Lech Poznań           | EK                    | 11         | -7         | CP              | 0               | 0               | -                  | -                  | -                  | -           | -           | -           | 11     | -7     |        |
| Totale Lech Poznań    | Totale Lech Poznań    | Totale Lech Poznań    | 42         | -46        |                 | 2               | 0               |                    | 1                  | -1                 |             | -           | -           | 45     | -47    |        |
| Totale carriera       | Totale carriera       | Totale carriera       | 194        | -242       |                 | 5               | -4              |                    | 1                  | -1                 |             | -           | -           | 200    | -247   |        |

## Palmarès

### Club

#### Competizioni nazionali
- Campionato polacco: 2

Lech Poznań: 2021-2022, 2024-2025